# Círculo de Friburgo
O Círculo de Friburgo foi uma escola de pensamento econômico fundada na década de 1930 na Alemanha.

## História
Os Círculos englobavam três grupos de trabalho de motivação inicialmente religiosa cujas filiações se sobrepunham: a Igreja Confessante, também conhecida como Círculo de Bonhoeffer (Bonhoeffer Kreis), o Freiburger Konzil e o Arbeitsgemeinschaft Erwin von Beckerath. Este último é o principal elemento de pensamento econômico deste círculo.
O grupo de trabalho Arbeitsgemeinschaft Erwin von Beckerath, presidido por Erwin von Beckerath, se estabeleceu como uma continuação privada do antigo Arbeitsgemeinschaft Volkswirtschaftslehre (Comitê de Trabalho de Economia Política), que foi estabelecido dentro da Akademie für Deutsches Recht (Academia de Direito Alemão) em 1940, mas suspenso em 1o de março de 1943. Estes preocupavam-se especificamente com a transformação de uma economia de tempo de guerra em uma economia de paz e com a busca de uma ordem para governá-la.
Diversos acadêmicos estabelecem assim a  influência Círculo de Friburgo e especialmente do grupo de trabalho Arbeitsgemeinschaft Erwin von Beckerath para o renascimento do pensamento político e econômico liberal na Alemanha pós-guerra.
Na primeira reunião em Friburgo, em 21 de março de 1943, Erwin von Beckerath, convidou os economistas Constantin von Dietze, Walter Eucken, Adolf Lampe e Clemens Bauer da Universidade de Friburgo, Jens Jessen e Heinrich von Stackelberg da Universidade de Berlim, Günter Schmölders e Theodor Wessels da Universidade de Colônia, bem como Erich Preiser e o jurista Franz Böhm da Universidade de Jena. Foi convidado para as reuniões seguintes, o ex-editor-chefe da Industrie-und Handelszeitung, Hans Gestrich que não participou pois morreu inesperadamente em novembro de 1943. Além disso, o especialista em política social da Universidade de Marburg, Gerhard Albrecht, e o editor da seção de negócios do Kölnische Zeitung, Fritz Hauenstein, se juntaram ao grupo de trabalho em busca de uma nova ordem social e  econômica liberal. 

## Ideologia
De acordo com os economistas de Erwin von Beckerath, a reconstrução econômica e sociopolítica da Alemanha do pós-guerra só poderia ser alcançada com o restabelecimento de uma economia de mercado que fomentasse a liberdade individual e o empreendedorismo.  No entanto, o pensamento predominante era que uma certa forma de planejamento era necessária para um período de transição após a guerra; deste modo, esses pensadores rejeitavam tanto a lógica da Befehlswirtschaft ( Economia de Comando ) do Terceiro Reich como o total Laissez-faire. Levando em consideração as reivindicações conflitantes de liberdade pessoal e orientação social em tempos de necessidades econômicas prementes, o conceito de mittelbare Wirtschaftssteuerung (Controle Econômico Indireto) foi proposto.  Essa prática governamental seria compatível com o mercado, ou seja, qualquer estímulo ou interferência não deveria eliminar o funcionamento adequado das forças de mercado. Esse conceito também foi chamado de marktliche Wirtschaftsordnung ' (Ordem Econômica de Mercado).

## Diferenças entre o Círculo de Friburgo e a Escola de Friburgo
É importante distinguir entre a Escola de Friburgo, (Também chamada de Escola Ordoliberal de Friburgo ou Escola de Direito e Economia de Friburgo) e o Círculo de Friburgo. Frequentemente, as duas escolas de pensamento eram consideradas as mesmas, embora a primeira emergisse da segunda e entre os membros da Escola de Frigurbo apenas os fundadores Walter Eucken e Franz Böhm pertenciam também ao Círculos. Vale observar que a Escola e o Círculo defendiam em parte objetivos econômicos diferentes.
Ambas as escolas de pensamento econômico consideraram que uma certa forma de planejamento era necessária para um período de transição após a guerra. No entanto, enquanto os principais membros do Círculo de Friburgo, Erwin von Beckerath, Adolf Lampe e Jens Jessen, favoreciam a intervenção governamental produtiva, ou seja, uma economia regulada por um estado relativamente forte,  Eucken, Böhm e Constantin von Dietze acreditavam na auto-regulamentação das forças do mercado e limitação da interferência indireta do Estado.  De acordo com Eucken e sua ordem competitiva rotulada de ordoliberalismo, o estado deve apenas criar um ambiente legal adequado para a economia e manter um nível saudável de competição por meio de medidas que sigam os princípios do mercado.
Deste modo, enquanto a Escola de Friburgo está mais associada com as ideias Ordoliberais, o Círculo de Friburgo está mais associado ao desenvolvimento conceitual do que ficou posteriormente conhecido como a Economia social de mercado e a defesa das políticas econômicas chamadas de neoliberais , no sentido originalmente proposto por Alexander Rüstow .